# 충격량
고전역학에서 충격량(衝擊量, impulse)은 어떤 정해진 시간 안에 운동량의 변화이다. 충격량의 단위는 운동량의 단위와 같다. 즉, 그 국제 단위는 뉴턴 초 (N · s) 또는 킬로그램 미터 매 초 (kg · m/s)이다.

## 정의
어떤 물체가 시각 {\displaystyle t_{0}}에 운동량 {\displaystyle \mathbf {p} _{0}}, 시각 {\displaystyle t_{1}>t_{0}}에 운동량 {\displaystyle \mathbf {p} _{1}}을 가진다고 하자. 그렇다면 물체가 {\displaystyle t_{0}}부터 {\displaystyle t_{1}}까지 받은 충격량 {\displaystyle \mathbf {I} }는 다음과 같다.
{\displaystyle \mathbf {I} =\mathbf {p} _{1}-\mathbf {p} _{0}=\int _{t_{0}}^{t_{1}}{\dot {\mathbf {p} }}(t)\;dt}.
뉴턴의 운동법칙에 따라, 물체의 운동량의 변화율은 물체에 가해진 총 힘과 같으므로, 다음과 같이 쓸 수 있다.
{\displaystyle \mathbf {I} =\int _{t_{0}}^{t_{1}}\mathbf {F} (t)\,dt}
여기서 {\displaystyle \mathbf {F} (t)}는 시각 {\displaystyle t}에 물체에 가해진 총 힘이다.
만약 힘이 시간에 일정하다면, 다음과 같은 식으로 나타낼 수 있다.
{\displaystyle \mathbf {I} =m\Delta \mathbf {v} =\mathbf {F} \cdot \Delta t}
힘의 정의를 이 식에 다시 대입하면, 다음 공식을 유도할 수 있다.
{\displaystyle \mathbf {I} =\int {\frac {d\mathbf {p} }{dt}}\,dt}
{\displaystyle \mathbf {I} =\int d\mathbf {p} }
{\displaystyle \mathbf {I} =\Delta \mathbf {p} }

## 같이 보기
- 파동-입자 이중성
- 디랙 델타 함수